# Hoșen

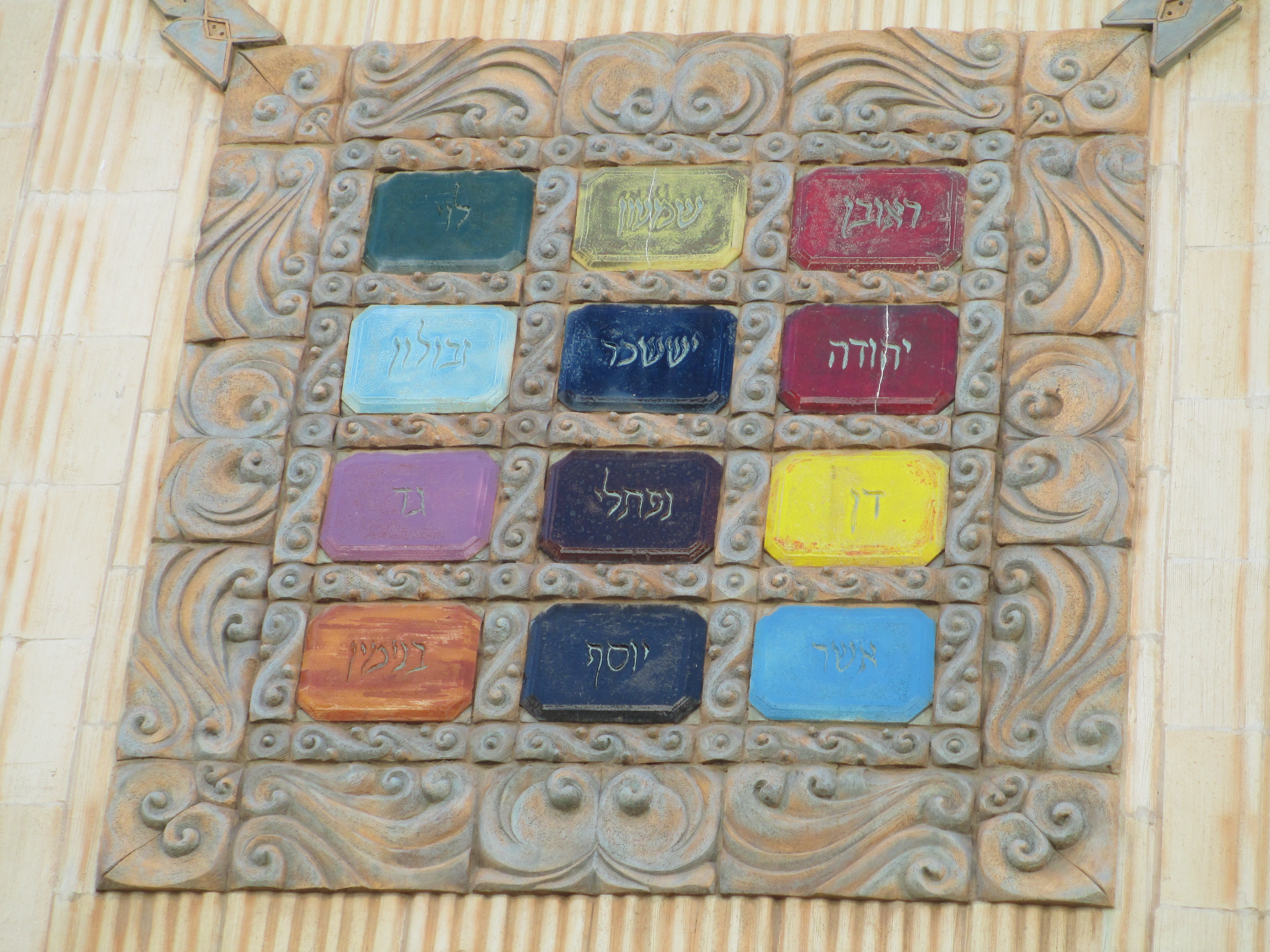
Hoșen, așa cum apare pe fațada sinagogii centrale sefarde din Ramat Gan,Israel

Hoșen sau pe numele lui întreg Hoșen Hamișpat (în ebraică:חושן= hoshen, חושן המשפט = hòshen hamishpat, adică „hoșenul sau pieptarul judecății”)
este un pieptar numit și pieptarul judecății, unul din cele opt veștminte ale marelui preot (Hakohén hagadol) în timp ce slujea în Templul din Ierusalim. El era așezat pe pieptul marelui preot și era încrustat cu 12 pietre scumpe diferite reprezentând cele 12 triburi ale fiilor lui Israel. 
Porunca de a confecționa hoșenul se află în Cartea Exodului din Torá sau Pentateuh (pericopa săptămânală iudaică תצוה Tetzavè). Despre modul de a-l confecționa se vorbește în aceeași carte, 39, 8-21 (pericopa iudaică פקודי Pekudéy)

## Scopul pieptarului

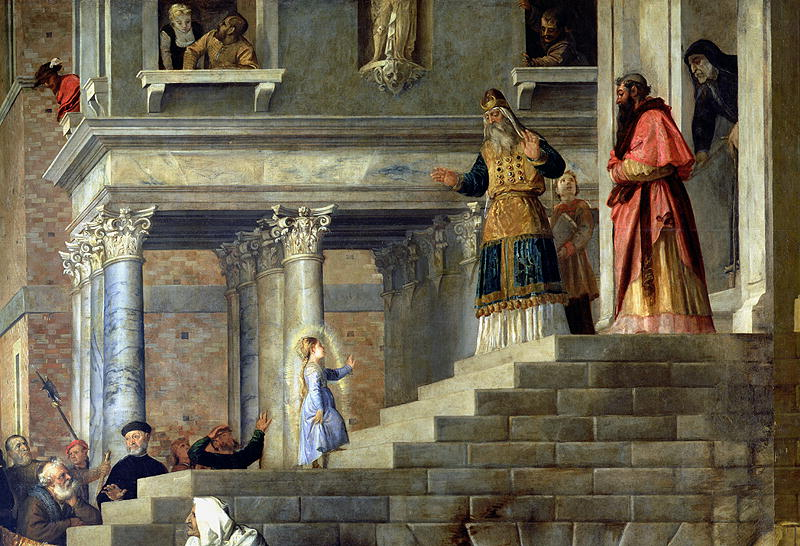
Prezentarea Mariei în Templul din Ierusalim - pictură de Tițian

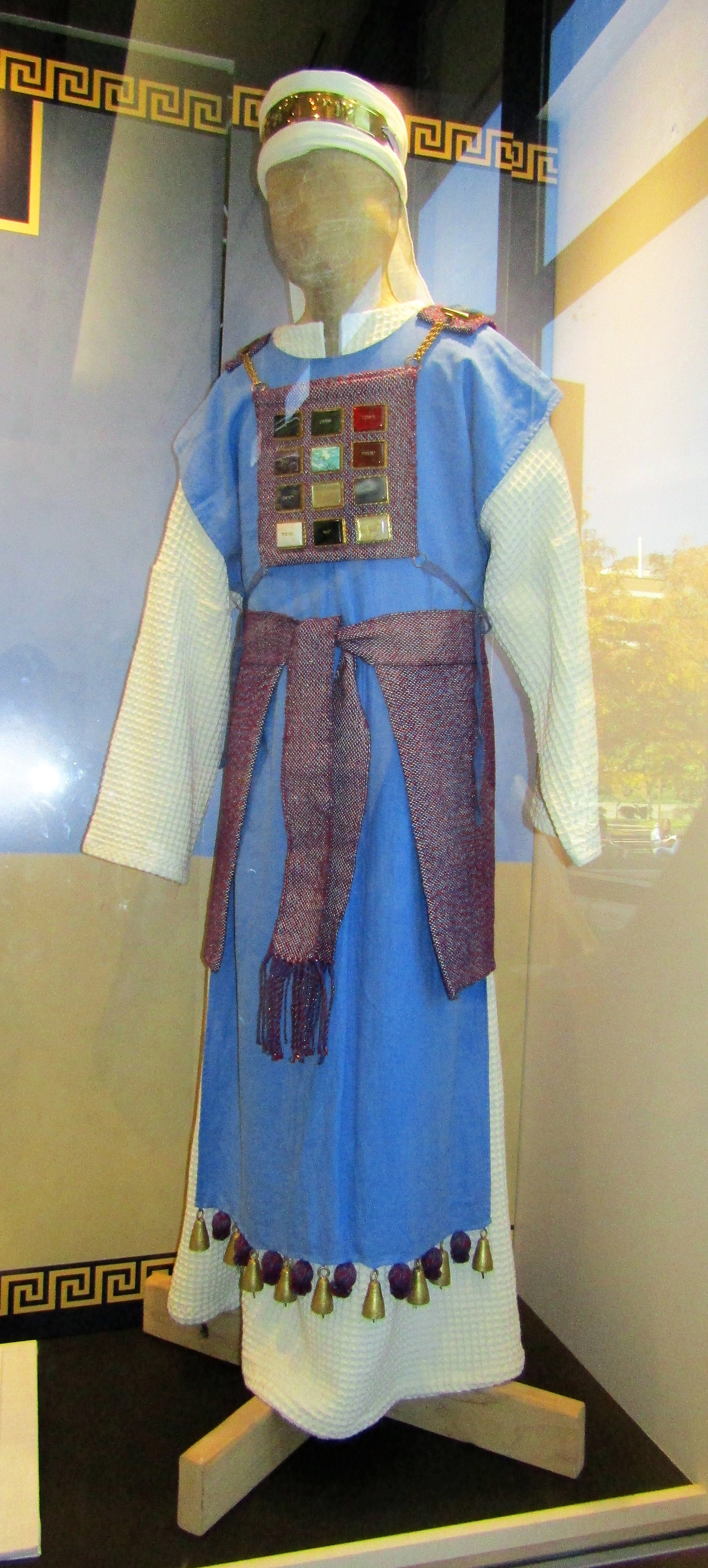
Reconstruire a costumului marelui preot din Ierusalim, după detaliile din Biblie (Universitatea Brigham Young din statul Utah, Statele Unite

După Cartea Exodului 38, 29- 28, 29 hoșenul trebuia să amintească de fiecare trib israelit în fața lui Dumnezeu, în Cortul întâlnirii sau în Templu.
În cartea Numeri 27,21; 27,21 se menționează încă un obiectiv: cel de a ajuta la primirea din partea divinității a unui sfat în legătură cu hotărârea de a porni un război. În hoșen se aflau Urim și Tumim. 
Urim și Tumim erau folosite pentru a determina care este voia lui Dumnezeu într-o situație particulară (Exodul 28:30). De aceea pieptarului i se spunea Hoșen mișpat, adică Hoșen al judecății. Dar aceasta nu reușea totdeauna, așa cum s-a întâmplat în cazul regelui Saul (Samuel I, 28,6). 
Marele preot purta pieptar, un șorț, o mantie și filacterii. (M.Yoma 7:5, A_C)
....Pieptarul urma să ajute la ispășirea păcatelor celor care strâmbă judecata....In hoșenul judecății să pui Urim și Tumim
(Exodul 28,30)

## Descrierea pieptarului
Hoșenul era dintr-o țesătură din fire scumpe de „aur, mătăsuri violete, purpurii și stacojii și in subțire”. Avea formă de pătrat, iar laturile sale erau de un „zeret” (distanța maximă dintre degetul mic numit „zeret” și degetul mare - „agudal”, circa 25 cm, echivalentul unei palme).
Pe hoșen erau încrustate în niște pătrățele de aur 12 pietre prețioase diferite, după numărul triburilor Israelului. Pe hoșen sau înăuntrul lui se aflau Urim și Tumim, care erau un fel de mecanism al hoșenului, care făcea ca pietrele prețioase ale  pieptarului să licărească.
Hoșenul este așezat pe efodul marelui preot, și este prins de inelele efodului prin niște lănțisoare.

### În literatura rabinică

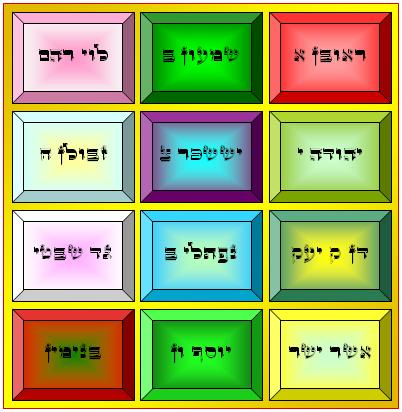

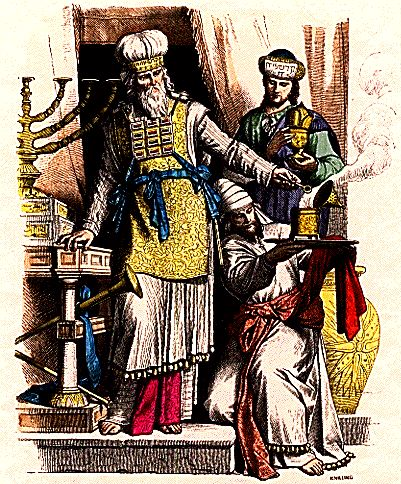
Imaginea marelui preot din Ierusalim purtând pieptarul hoșen - după „Istoria costumelor” de Braun și Schneider, München 1861-1880

După Talmudul babilonean la finele capitolului 7 al tratatului Yoma, în hoșen au fost gravate nu numai numele triburilor
ci și cuvintele următoare:„Avraam, Isaac, Iacob, triburile lui Yeshurun” 
Aceasta pentru ca fiecare literă să apară pe hoșen, și să permită funcționarea mecanismului Urim și Tumim.
Exegeții susțin ca literele erau împărțite în mod egal, și pe fiecare piatră erau șase litere.
Pe piatra lui Reuven s-a adăugat litera alef, pe cea a lui Simon - beit, pe cea  a lui Levi reș, het și mem, ceea ce prin sumație crea pe orizontală numele Avraham.  Pe piatra lui Yehuda s-a adăugat litera yod, etc.etc. pâna ce se crea numele lui Isaac, Iacob, cuvântul „triburile” și Yeshurun. La Maimonide (Rambam) în cartea Hilhot Kley Hakodesh 9, Halaha 7 se menționează că numele patriarhilor erau scrise înaintea numelor triburilor.aceasta deoarece, în tratatul Midrash Rabba, sfârșitul pericopei Tetzave, e scris: pe piatra „odem” scria „Avraam, Isaac și Iacob Ruben”, pe piatra topaz (pitdá) scria Shimon...pe jasp scria „Beniamin triburile lui Yeshurun”.
Rabbi Bahiya Ben Asher (Rabbenu Bahiya) a descris în comentariul său la pericopa Tetzave, capitolul 28, însușirile pietrelor din Hoșen - „avney hoșen”: „Să știi că este scris în cărțile înțelepciunii naturii că toate pietrele scumpe cele însemnate și de viță nu sunt decât douăsprezece și ele sunt înaintașele tuturor celorlalte pietre”
Hoshen hamishpat, „Pieptarul dreptății” este numele părții a patra a codului de legi al iudaismului Shulhan Arukh
| Tribul                                  | Piatra   |
| Tribul Ruvin                            | rubin    |
| Tribul Simon                            | topaz    |
| Tribul Levi                             | smarald  |
| Tribul Yehuda                           | turcoaz  |
| Tribul Issahar                          | safir    |
| Tribul Zevulun                          | diamant  |
| Tribul Dan                              | opal     |
| Tribul Naftali                          | agat     |
| Trinul Gad                              | ametist  |
| Tribul Asher                            | hrisolit |
| Iosif (Tribul Menashe și Tribul Efraim) | onyx     |
| Tribul Binyamin                         | jasp     |

| Biblia | transliterația | traducerea sinodală creștin-ortodoxă перевод | alte traduceri | imagine          | culoare, comentariu                                                       | inscripția pe piatră | trib al Israelului             |
| ------ | -------------- | -------------------------------------------- | --- | ---------------- | ------------------------------------------------------------------------- | -------------------- | ------------------------------ |
| אֹדֶם    | òdem           | rubin                                        | Septuaginta (greacă): sardios, sardonyx Vulgata (latină): sardonyx Iosif Flaviu:sardonyx Targum Onkelos (arameică):samkan | - Rubin          | roșu                                                                      | ראובן א              | Ruvim ebr. Reuven              |
| פִּטְדָה   | pitdá          | topaz                                        | Septuaginta (greacă):topazion Vulgata(latină):topas Iosif Flaviu:topas Targum Onkelos (arameică):yarkan                   | - Topaz          | verde-gălbui                                                              | שמעון ב              | Simeon - ebr.Shimon            |
| בָּרֶקֶת   | barèket        | smarald                                      | Septuaginta (greacă):smáragdos Vulgata(latină): smaragdus Targum Onkelos (arameică):barkan                                | - Smarald        | verde                                                                     | לוי רהם              | Levi                           |
| נֹפֶךְ    | nòfeh          | carbuncul                                    | Septuaginta (greacă) anthrax Targum Onkelos (arameică):izmaragdin                                                         | - Carbuncul      | mineral transparent roșu                                                  | יהודה י              | Iuda - ebr.Yehuda              |
| סַפִּיר   | sapir          | safir                                        | Septuaginta (greacă): sáppheiros Vulgata (latină): sapphirus Targum Onkelos (arameică):shavziz                            | - Safir          | azuriu                                                                    | יששכר צ              | Issahar                        |
| יַהֲלֹם   | yahalom        | diamant                                      | Septuaginta (greacă): yaspis Vulgata (latină): jaspis Targum Onkelos (arameică):savhalom                                  | - Diamant        |                                                                           | זבולון ח             | Zebulon ebr.Zevulun            |
| לֶשֶׁם    | lèshem         |                                              | Septuaginta (greacă): ligýrion Vulgata (latină): Ligurius Targum Onkelos (arameică):kenkhri                               | - rubin sintetic |                                                                           | דן ק יעק             | Dan                            |
| שְׁבוֹ    | Shvo           | agat                                         | Septuaginta (greacă): achatis Targum Onkelos (arameică):tarqia                                                            | - Agat           | din familia cuarțului,incluzând variantele: jasp, cuarț pur și calcedonie | נפתלי ב              | Naftali                        |
| אַחְלָמָה  | ahlama         | ametist                                      | Septuaginta (greacă): améthystos Vulgata (latină):Amethistus Targum Onkelos (arameică):eyn igala                          | - Ametist        | violet                                                                    | גד שבטי              | Gad                            |
| תַּרְשִׁישׁ  | Tarshish       | hrisolit                                     | Septuaginta (greacă): chrysolithos andrax Vulgata (latină): Chrysolithus Targum Onkelos (arameică):khrom yama             | - Hrisolit       |                                                                           | אשר ישר              | Așer - ebr.Asher               |
| שֹׁהַם    | Shoham         | onix                                         | Septuaginta (greacă): diferite Vulgata (latină): Obnux, Onychinus Iosif Flaviu:Sardonyx Targum Onkelos (arameică): burla  | - Onix           | verde                                                                     | יוסףי רן             | Iosif (cel frumos) -ebr. Yosef |
| יָשְׁפֶה   | yashfe         | jasp                                         | Septuaginta (greacă): onychxion Vulgata (latină): Beryllus Iosif Flaviu:iaspis Targum Onkelos (arameică): pantiri         | - Jasp           |                                                                           | בנימין               | Beniamin - ebr.Binyamin        |

Traducerea latină a Vechiului Testament, Vulgata traduce termenul „hoșen ”prin „rationale”:„Rationale quoque judicii facies opere polymito juxta texturam superhumeralis...“ (Ex 28,15a).

## In media artistică
- 2002 - Poșta israeliană a emis o serie de mărci poștale cu pietrele prețioase ale pieptarului Hoșen - Avney Hahoshen